# 1969 في إيران
فيما يلي قوائم الأحداث التي وقعت خلال عام 1969 في إيران.

## أفلام
من الأفلام التي صدرت هذه السنة في إيران:
- 1 يناير – البقرة من إخراج داريوش مهرجوئي.

## مواليد

### يناير
- 1 يناير – مجتبى خامنئي موظف ديني إيراني.
- 13 يناير – عباس جديدي مصارع هاوي إيراني.

### فبراير
- 20 فبراير – محمد خاكبور

### مارس
- 21 مارس – علي دائي لاعب كرة قدم إيراني.

### مايو
- 10 مايو – شهلاء جاهد

### يونيو
- 16 يونيو – نعيم سعداوي لاعب كرة قدم إيراني.

### سبتمبر
- 16 سبتمبر – امير حسين بيرواني
- 20 سبتمبر – مهدي هاشمي رفسنجاني رائد أعمال إيراني.

### نوفمبر
- 22 نوفمبر – مرجان ساترابي

## وفيات

### يناير
- 1 يناير – فرامرز أسدي (مواليد 1869) سياسي إيراني.

### مارس
- 28 مارس – عبد الحسين سبانتا (مواليد 1907) مخرج أفلام إيراني.

### سبتمبر
- 9 سبتمبر – جلال آل أحمد (مواليد 1923)

### نوفمبر
- 27 نوفمبر – بهاء الدين حسام زادة (مواليد 1899) معلم، عالم الاجتماعي، صحفي، كاتب وشاعر إيراني.